# Oniros (jeu de rôle)
Pour les articles homonymes, voir Oniros (homonymie).
Oniros est une version d'initiation du jeu de rôle Rêve de Dragon parue en 1994. Elle se présente sous la forme d'un livre à couverture souple.
Elle vise à la fois à aider à l'initiation au jeu de rôle, et à rendre Rêve de Dragon plus facile d'accès en le simplifiant (les règles « standard » étant assez complexes). L'auteur a donc « élagué » le système, retirant par exemple les notions d'encombrement, de fatigue ou de difficulté libre en combat. De même les procédures liées au système de magie ont été simplifiées.
Toutes les aventures de Rêve de Dragon peuvent être jouées avec les règles d’Oniros, et réciproquement. Ce qui explique qu’Oniros n'ait pas de gamme de suppléments qui lui est propre.